# Ninoe gemmea
Ninoe gemmea är en ringmaskart som beskrevs av Moore 1911. Ninoe gemmea ingår i släktet Ninoe och familjen Lumbrineridae. Inga underarter finns listade i Catalogue of Life.